# Ossiannilssonola volans
Ossiannilssonola volans är en insektsart som först beskrevs av Mcatee 1919.  Ossiannilssonola volans ingår i släktet Ossiannilssonola och familjen dvärgstritar. Inga underarter finns listade i Catalogue of Life.